# الركود الاقتصادي 2008

خريطة العالم توضح معدل نمو الناتج المحلي الإجمالي الحقيقي في 2009. الدول باللون البني في كساد.

الركود الكبير/الكساد الكبير، فترة من التدهور العام الواضح الذي لوحظ في الاقتصادات الوطنية على مستوى العالم بين عامي 2007 و2009. اختلف حجم الكساد وتوقيته من بلد إلى آخر. خلص صندوق النقد الدولي في ذلك الوقت إلى أن الانهيار الاقتصادي والمالي كان الأشد منذ الكساد العظيم في ثلاثينيات القرن العشرين. تمثلت إحدى النتائج في حدوث اضطراب خطير في العلاقات الدولية الطبيعية.
تشمل أسباب الركود الكبير مجموعة من نقاط الضعف التي تطورت في النظام المالي، إلى جانب سلسلة من الأحداث المحفزة التي بدأت مع انفجار فقاعة الإسكان في الولايات المتحدة بين عامي 2005-2012. انخفضت قيمة سندات الرهن العقاري التي تحتفظ بها البنوك الاستثمارية في 2007-2008 عندما انخفضت أسعار المساكن وبدأ أصحاب المنازل في التخلي عن قروضهم العقارية، مما تسبب في انهيار العديد منها أو إخراجها في سبتمبر 2008. دُعيت المرحلة بين عامي 2007-2008 بأزمة الرهن العقاري.
أدت عدم قدرة البنوك على توفير الأموال للشركات، وكذلك سداد أصحاب المنازل للديون بدلًا من الاقتراض والإنفاق، إلى الركود الكبير الذي بدأ رسميًا في الولايات المتحدة في ديسمبر 2007 واستمر حتى يونيو 2009، مستمرًا لأكثر من 19 شهرًا. لوحظ عدم توفر نموذج نظري أو تجريبي رسمي معروف بإمكانه التنبؤ بدقة بتقدم هذا الركود- كما هو الحال مع معظم فترات الركود الأخرى- باستثناء الإشارات البسيطة في الارتفاع المفاجئ لاحتمالات التنبؤ، والتي كانت أقل من 50%.
لم تعاني دول العالم بشكل متساوٍ من الركود، إذ عانت معظم الاقتصادات المتقدمة في العالم، ولا سيما في أمريكا الشمالية وأمريكا الجنوبية وأوروبا، من ركود حاد ومستدام، بينما لم تعاني الاقتصادات التي تطورت حديثًا من نفس القدر من الركود، كالصين والهند وإندونيسيا، إنما نمت اقتصاداتها بشكل كبير خلال هذه الفترة. أثّر الركود على أوقيانوسيا بشكل ضئيل لقربها من الأسواق الآسيوية.

## الـتأثيرات

### التأثيرات على الولايات المتحدة
أثّر الركود الكبير على الولايات المتحدة بشكل كبير على الصعيدين الاقتصادي والسياسي. استمر الركود عمليًا من ديسمبر 2007 إلى يونيو 2009 (أدنى مستوى للناتج المحلي الإجمالي الاسمي)، إلا أن العديد من المتغيرات الاقتصادية المهمة لم تعد إلى مستوياتها في فترة ما قبل الركود (نوفمبر أو الربع الرابع 2007) حتى 2011-2016. انخفض الناتج المحلي الإجمالي الحقيقي على سبيل المثال، بمقدار 650 مليار دولار (4.3%) ولم يعد إلى مستواه في فترة ما قبل الركود- الذي بلغ آنذاك 15 تريليون دولار- حتى الربع الثالث من عام 2011.
انخفض صافي ثروة الأسرة المعيشية، والذي يعكس قيمة كل من أسواق الأسهم وأسعار المساكن، بمقدار 11.5 تريليون دولار (17.3%) ولم يعد إلى مستواه في فترة ما قبل الركود (66.4 تريليون دولار) حتى الربع الثالث من عام 2012. انخفض عدد الأشخاص الذين لديهم وظائف (إجمالي الرواتب في الوظائف غير الزراعية) 8.6 مليون (6.2%) ولم يعد العدد إلى ما كان عليه في فترة ما قبل الركود (138.3 مليون) حتى مايو 2014. بلغ معدل البطالة ذروته عند 10.0% في أكتوبر 2009 ولم يعد إلى مستواه في فترة ما قبل الركود (4.7%) حتى مايو 2016.

ساهمت بعض الديناميكيات الرئيسية في إبطاء التعافي من الركود، مثل قيام الأفراد والشركات بتسديد ديونهم لعدة سنوات، على عكس الاقتراض والإنفاق أو الاستثمار كما كان الحال على مر التاريخ. أدى هذا التحول إلى فائض القطاع الخاص إلى عجز حكومي كبير الحجم، إلا أن الحكومة الفيدرالية احتجزت الإنفاق عند حوالي 3.5 تريليون دولار من السنوات المالية 2009-2014 (أي تقليلها كنسبة مئوية من الناتج المحلي الإجمالي)، كشكل من أشكال التقشف. أوضح رئيس مجلس المحافظين للنظام الاحتياطي الفدرالي آنذاك بن برنانكي خلال نوفمبر 2012 العديد من المشاكل الاقتصادية التي أبطأت الانتعاش:
عدم انتعاش قطاع الإسكان، كما كان الحال في فترات انتعاش أزمات الركود السابقة، إذ تعرض القطاع لأضرار بالغة خلال الأزمة. خلقت ملايين الممارسات من حبس الرهون فائضًا كبيرًا من الممتلكات وقام المستهلكون بسداد ديونهم بدلًا من شراء المنازل.
لم يكن الائتمان للاقتراض والإنفاق من قبل الأفراد (أو الاستثمار من قبل الشركات) متاحًا بسهولة إذ قامت البنوك بسداد ديونها.
لم يكن تقييد الإنفاق الحكومي في أعقاب جهود التحفيز الأولية (أي التقشف) كافيًا لتعويض نقاط ضعف القطاع الخاص.
شكّل كل من الغضب المنتشر من عمليات الإنقاذ المصرفي وإجراءات التحفيز (التي بدأها الرئيس جورج دبليو بوش واستمر بها الرئيس أوباما أو وسعها) والعواقب القليلة جراء القيادة المصرفية، عوامل في دفع البلاد نحو اليمين السياسي بدءًا من عام 2010. كان برنامج إغاثة الأصول المتعثرة (تراب) الأكبر من بين عمليات الإنقاذ المصرفي. خصص برنامج إغاثة الأصول المتعثرة في عام 2008 حوالي 426.4 مليار دولار لمختلف المؤسسات المالية الكبرى. جمعت الولايات المتحدة رغم ذلك 441.7 مليار دولار في مقابل هذه القروض في عام 2010، مسجلة ربحًا قدره 15.3 مليار دولار.
حدث تحول سياسي من الحزب الديمقراطي، إذ شهدت البلاد صعود حزب الشاي وفقدان الأغلبية الديمقراطية في الانتخابات اللاحقة. أعلن الرئيس أوباما أن إجراءات الإنقاذ بدأت في ظل إدارة بوش واستمرت خلال فترة إدارته على أنها ستكتمل وستكون رابحة غالبًا اعتبارًا من ديسمبر 2014.
استردت الحكومة أموال الإنقاذ بالكامل بحلول يناير 2018، عند أخذ الفائدة على القروض في الاعتبار. استُثمر ما مجموعه 626 مليار دولار أو أُقرض أو مُنح بسبب إجراءات الإنقاذ المختلفة، بينما استعيد 390 مليار دولار إلى الخزانة.
كسبت خزانة الدولة 323 مليار دولار أخرى من الفوائد على قروض الإنقاذ، وبلغ مجمل الأرباح 87 مليار دولار. جادل المعلقون الاقتصاديون والسياسيون بأن الركود الكبير كان أيضًا عاملًا مهمًا في أن تفيض المشاعر الجماهيرية التي أدت إلى انتخاب الرئيس ترامب في عام 2016، واختيار اليساري الشعبوي بيرني ساندرز لترشيح الحزب الديمقراطي.

## مراحل الدخول
ابتدأت بأزمة الرهن العقاري وتحولت إلى أزمة ائتمان واقتراض وبدأت البنوك بالأنهيار وبعدها أزمة صناعة السيارات الأمريكية والتي أصبحت عالمية فيما بعد، إلى ان انتهت بأعلان الدول الاقتصادية الكبرى بدخول الركود بعد انكماش الاقتصادات بالربع الثالث من عام 2008.

## أوروبا
ابتداءً من بريطانيا حيث أعلنت بريطانيا رسميا يوم 22 أكتوبر دخولها الركود الاقتصادي بذلك تكون أول دولة تعلن الركود وبعدها أعلنت ألمانيا عن دخولها الركود يوم 13 نوفمبر 2008 بعد انكماش الاقتصاد الألماني بنسبة 0.5 في الربع الثالث  وبعدها بيوم أعلنت منطقة اليورو دخولها الركود لأول مرة في تاريخها وفي يوم 12 ديسمبر اعلنت روسيا دخولها في ركود سيستمر فصلين متتالين وفي نفس اليوم اعلنت إيطاليا انكماش اقتصادها بنسبة 0.5 ودخولها الركود.

## أمريكا الشمالية
في يوم 17 نوفمبر أعلن المجلس الاحتياطي الاتحادي عن دخول اقتصاد أمريكا ركود سيستمر 14 شهر  وبعدها أعلن تقرير من الحكومة الأمريكة ان الولايات المتحدة كانت قد دخلت الركود منذ ديسمبر 2007، وفي 24 نوفمبر أعلن وزير المالية الكندي ان كندا دخلت الركود الاقتصادي.

## آسيا
اعلنت اليابان رسميا يوم 17 نوفمبر دخولها الركود لأول مرة منذ 7 سنوات خصوصا بعد تراجع الاقتصاد بالربع الثالث بنسبة 0.1 %، و0.9 % في الربع الثاني وارتفاع قيمة الين بنسبة فوق 9 % وهو يشكل خطرا على الصادرات اليابانية، وقد اعلنت سنغافورة عن دخولها الركود بعد تراجع نسبة النمو إلى مستويات متدنية، اما الصين فهي في طريقها للركود إذا ما استمر الوضع على هذه الحال حيث نمى الاقتصاد الصيني بنسبة ضئيلة تعتبر الادنى منذ 10 سنوات.

## الشرق الأوسط
الشرق الأوسط كان في البداية غير متاثرا لكن بعد انهيار سعر النفط تاثرت الاسواق الخليجية بقوة وهبط أسعار المنازل في دبي وتاثر السوق العقاري بشدة ودخلت المنطقة في ازمة ائتمان مثل التي حصلت في الولايات المتحدة بداية الازمة وقد اعلنت السعودية احتمال دخولها الركود إذا ما استمر سعر النفط دون ال70 دولار.

## النفط
بعد الارتفاعات الجنونية لسعر النفط منذ بداية ازمة الرهن العقاري وصل سعر برميل النفط إلى أعلى مستوى بالتاريخ عند 147.27 في يوليو 2008 وبعدها بدأ بالانهيار إلى ان وصل إلى ادنى مستوياته في سنتين عند 39 دولار للبرميل ويرجع انخفاض سعر النفط إلى انخفاض الطلب العالمي بسبب دخول العالم الركود الاقتصادي.